# Bindeord (konjunktion)
 For alternative betydninger, se Konjunktion. (Se også artikler, som begynder med Konjunktion)
Bindeord eller konjunktioner er ord, som gør det muligt at binde ord, sætningsled, syntagmer og sætninger sammen.
I dansk grammatik ses bindeordene inddelt på flere måder:
- Sideordningsbindeord (parataktiske konjunktioner)
- Samordningsbindeord (katatagme konjunktioner)
- Underordningsbindeord (hypotaktiske konjunktioner).

Sideordningsbindeord kan forbinde ligestillede ord, sætningsled, syntagmer og sætninger, og eksempler fra dansk er og, eller, men og samt.
De kan binde ord sammen af en række ordklasser, for eksempel:
- "mor og far": to navneord bundet sammen af og
- "dig eller mig": to stedord bundet sammen af eller.

Underordningsbindeord kan forbinde en ledsætning med den overordnede sætning som den er et led i. Eksempler fra dansk er at, da, fordi og selv om.
De underordnende bindeord opdeles i Grammatik over det Danske Sprog i:
- indordnende bindeord (fordi, hvis, når og flere andre)
- semigrammatiske (at og om)

Underordningsbindeordene kan også opdeles i andre kategorier:
- tidsbindeord (da, når og flere andre)
- årsagsbindeord (fordi og andre)[4]
- betingelsesbindeord
- indrømmelsesbindeord
- formålsbindeord
- følgebindeord
- sammenligningsbindeord

En konjunktion kan bestå af flere ord. Plus at er et forholdsvist nyt dansk eksempel der er set først i 1965. Bindeord kan have andre funktioner end at binde ord sammen - fx kan så både være et underordningsbindeord og et biord, mens eller udover at være sideordnende kan markere en bestemt type spørgsmål ved at være placeret til sidst i en ytring.